# Kjartan Sturluson
Kjartan Sturluson (ur. 27 grudnia 1975) – islandzki piłkarz grający na pozycji bramkarza.

## Kariera klubowa
Sturluson jest wychowankiem klubu Fylkir, którego barw bronił przez dziesięć kolejnych lat. W 2005 roku przeniósł się do innego klubu ze stolicy Islandii – Valuru.

## Kariera reprezentacyjna
W reprezentacji Islandii zadebiutował 21 sierpnia 2002 roku w towarzyskim meczu przeciwko reprezentacji Andorze. Na boisku pojawił się w 75 minucie. W latach 2002–2008 rozegrał w niej 7 meczów.
| Mecze i gole w reprezentacji | Mecze i gole w reprezentacji | Mecze i gole w reprezentacji | Mecze i gole w reprezentacji | Mecze i gole w reprezentacji | Mecze i gole w reprezentacji | Mecze i gole w reprezentacji |
| #                            | Data                         | Stadion                      | Rywal                        | Wynik                        | Gol                          | Rozgrywki                    |
| 2002                         | 2002                         | 2002                         | 2002                         | 2002                         | 2002                         | 2002                         |
| ---------------------------- | ---------------------------- | ---------------------------- | ---------------------------- | ---------------------------- | ---------------------------- | ---------------------------- |
| 1.                           | 21.08.2002                   | Reykjavík, Islandia          | Andora                       | 3:0                          | 0                            | towarzyski                   |
| 2008                         |                              |                              |                              |                              |                              |                              |
| 2.                           | 06.02.2008                   | Attard, Malta                | Armenia                      | 2:0                          | 0                            | towarzyski                   |
| 3.                           | 16.03.2008                   | Kópavogur, Islandia          | Wyspy Owcze                  | 3:0                          | 0                            | towarzyski                   |
| 4.                           | 26.03.2008                   | Zlaté Moravce, Słowacja      | Słowacja                     | 2:1                          | 0                            | towarzyski                   |
| 5.                           | 28.05.2008                   | Reykjavík, Islandia          | Walia                        | 0:1                          | 0                            | towarzyski                   |
| 6.                           | 06.09.2008                   | Oslo, Norwegia               | Norwegia                     | 2:2                          | 0                            | El. MŚ 2010                  |
| 7.                           | 10.09.2008                   | Reykjavík, Islandia          | Szkocja                      | 1:2                          | 0                            | El. MŚ 2010                  |

## Sukcesy
- Mistrzostwo Islandii: 2007 (Valur)
- Puchar Islandii: 2001, 2002 (Fylkir); 2005 (Valur)
- Puchar Ligi Islandzkiej: 2008 (Valur)
- Superpuchar Islandii: 2005, 2008